# Rajd Szwecji 2003

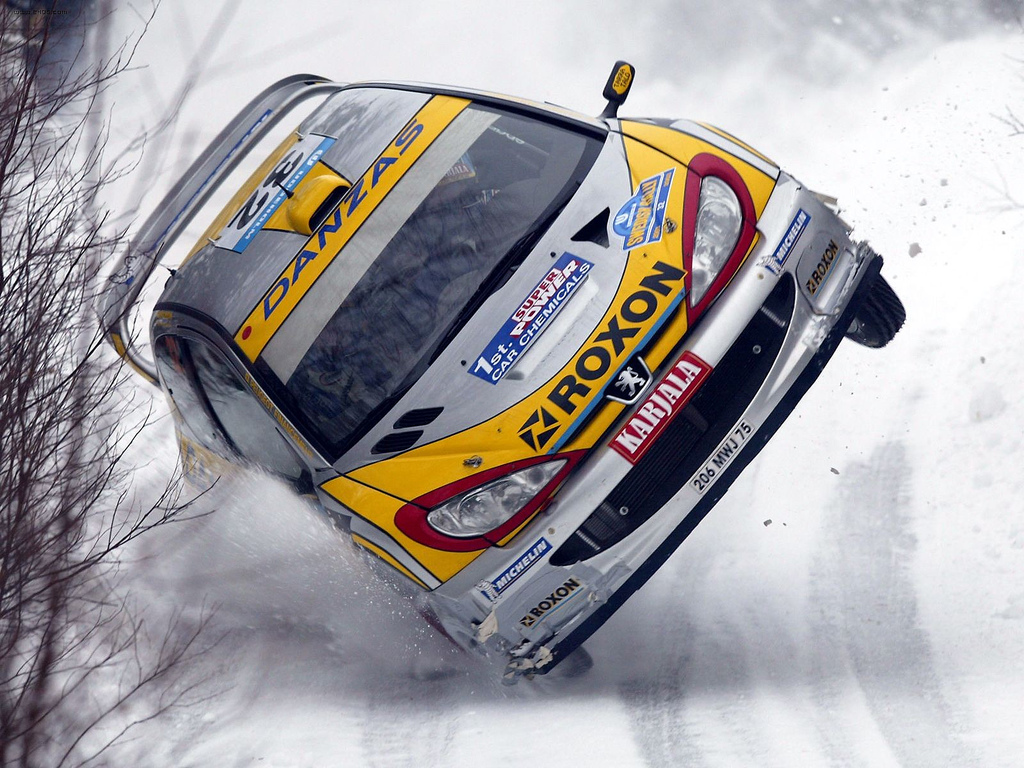
Juuso Pykälistö podczas rajdu

Rezultaty Rajdu Szwecji (52nd Uddeholm Swedish Rally), eliminacji Rajdowych Mistrzostw Świata w 2003 roku, który odbył się w dniach 7–9 lutego. Była to druga runda czempionatu w tamtym roku i jedyna na śniegu, a także pierwsza w Production Cars WRC. Bazą rajdu było miasto Karlstad. Zwycięzcami rajdu zostali Finowie Marcus Grönholm i Timo Rautiainen jadący Peugeocie 206 WRC. Wyprzedzili oni rodaków Tommiego Mäkinena i Kaja Lindströma w Subaru Imprezie WRC oraz Brytyjczyków Richarda Burnsa i Roberta Reida, w Peugeocie 206 WRC. Z kolei w Production Cars WRC zwyciężyła szwedzko-wenezuelska załoga Stig Blomqvist i Ana Goñi, jadąca Subaru Imprezą WRX STi.
Rajdu nie ukończyło trzech kierowców fabrycznych. Fin Harri Rovanperä w Peugeocie 206 WRC wycofał się na 8. odcinku specjalnym z powodu wypadku. Belg François Duval w Fordzie Focusie WRC odpadł z rywalizacji na 5. oesie (wypadek). Z kolei Fin Jussi Välimäki w Hyundaiu Accencie WRC wycofał się na 7. oesie z powodu awarii przekładni.

## Klasyfikacja ostateczna (punktujący zawodnicy)
| Miejsce  | Zawodnik            | Pilot            | Samochód                | Czas      | Strata   | Grupa | Punkty |
| WRC      | WRC                 | WRC              | WRC                     | WRC       | WRC      | WRC   | WRC    |
| -------- | ------------------- | ---------------- | ----------------------- | --------- | -------- | ----- | ------ |
| 1.       | Marcus Grönholm     | Timo Rautiainen  | Peugeot 206 WRC         | 3:03:28.1 |          | A8 M  | 10     |
| 2.       | Tommi Mäkinen       | Kaj Lindström    | Subaru Impreza WRC      | 3:04:18.9 | +50.8    | A8 M  | 8      |
| 3.       | Richard Burns       | Robert Reid      | Peugeot 206 WRC         | 3:04:46.0 | +1:17.9  | A8 M  | 6      |
| 4.       | Markko Märtin       | Michael Park     | Ford Focus WRC          | 3:05:13.9 | +1:45.8  | A8 M  | 5      |
| 5.       | Colin McRae         | Derek Ringer     | Citroën Xsara WRC       | 3:05:43.9 | +2:15.8  | A8 M  | 4      |
| 6.       | Petter Solberg      | Phil Mills       | Subaru Impreza WRC      | 3:05:47.2 | +2:19.1  | A8 M  | 3      |
| 7.       | Sébastien Loeb      | Daniel Élena     | Citroën Xsara WRC       | 3:06:42.8 | +3:14.7  | A8 M  | 2      |
| 8.       | Toni Gardemeister   | Paavo Lukander   | Škoda Octavia WRC       | 3:06:47.3 | +3:19.2  | A8 M  | 1      |
| 9.       | Carlos Sainz        | Marc Martí       | Citroën Xsara WRC       | 3:06:52.3 | +3:24.2  | A8 M  |        |
| 10.      | Freddy Loix         | Sven Smeets      | Hyundai Accent WRC      | 3:07:04.5 | +3:36.4  | A8 M  |        |
| PCWRC    |                     |                  |                         |           |          |       |        |
| 1. (26.) | Janusz Kulig        | Jarosław Baran   | Mitsubishi Lancer Evo 6 | 3:22:24.9 |          | N4    | 10     |
| 1. (26.) | Stig Blomqvist      | Ana Goñi         | Subaru Impreza WRX STi  | 3:22:28.2 |          | N4    | 10     |
| 2. (27.) | Karamjit Singh      | Allen Oh         | Proton Pert             | 3:23:00.0 | +31.8    | N4    | 8      |
| 3. (29.) | Martin Rowe         | Trevor Agnew     | Subaru Impreza WRX STi  | 3:24:20.9 | +1:52.7  | N4    | 6      |
| 4. (31.) | Peter Bourne        | Mark Stacey      | Subaru Impreza WRX STi  | 3:24:28.7 | +2:00.5  | N4    | 5      |
| 5. (33.) | Krzysztof Hołowczyc | Łukasz Kurzeja   | Mitsubishi Lancer Evo 7 | 3:28:38.0 | +6:09.8  | N4    | 4      |
| 6. (36.) | Joakim Roman        | Ingrid Mitakidou | Mitsubishi Lancer Evo 6 | 3:33:06.0 | +10:37.8 | N4    | 3      |
| 7. (38.) | Łukasz Sztuka       | Per Carlsson     | Mitsubishi Lancer Evo 6 | 3:34:06.9 | +11:38.7 | N4    | 2      |
| 8. (41.) | Pat Richard         | Mikael Johansson | Subaru Impreza WRX STi  | 3:35:56.3 | +13:28.1 | N4    | 1      |

1. ↑  Litera M przy oznaczeniu grupy do której należy samochód oznacza, iż tylko ci kierowcy zdobywali punkty dla swoich zespołów liczonych w klasyfikacji producentów na koniec sezonu.

## Zwycięzcy odcinków specjalnych
| Dzień     | Odcinek | G. rozp. | Nazwa            | Długość | Zwycięzca                                                | Czas    | Lider rajdu     |
| --------- | ------- | -------- | ---------------- | ------- | -------------------------------------------------------- | ------- | --------------- |
| 1 (7 LUT) | SS1     | 08:35    | Sagen 1          | 14.17km | Sébastien Loeb                                           | 7:25.6  | Sébastien Loeb  |
| 1 (7 LUT) | SS2     | 09:27    | Rammen 1         | 23.16km | Marcus Grönholm                                          | 12:05.5 | Marcus Grönholm |
| 1 (7 LUT) | SS3     | 11:55    | Granberget 1     | 43.69km | Marcus Grönholm                                          | 21:43.9 | Marcus Grönholm |
| 1 (7 LUT) | SS4     | 14:28    | Malta            | 11.25km | Marcus Grönholm                                          | 5:39.1  | Marcus Grönholm |
| 1 (7 LUT) | SS5     | 15:25    | Brunnberg 1      | 31.66km | odcinek anulowany                                        | –       | Marcus Grönholm |
| 1 (7 LUT) | SS6     | 16:26    | Hagfors Sprint 1 | 1.86km  | Richard Burns                                            | 1:58.0  | Marcus Grönholm |
| 2 (8 LUT) | SS7     | 08:18    | Granberget 2     | 43.69km | Harri Rovanperä                                          | 21:28.0 | Marcus Grönholm |
| 2 (8 LUT) | SS8     | 11:24    | Fredriksberg     | 18.14km | Richard Burns Marcus Grönholm Carlos Sainz Tommi Mäkinen | 10:47.5 | Marcus Grönholm |
| 2 (8 LUT) | SS9     | 12:07    | Lejen            | 25.04km | Marcus Grönholm                                          | 11:56.2 | Marcus Grönholm |
| 2 (8 LUT) | SS10    | 14:37    | Vargasen         | 32.43km | Marcus Grönholm                                          | 18:08.7 | Marcus Grönholm |
| 2 (8 LUT) | SS11    | 15:35    | Torntorp         | 19.21km | Marcus Grönholm                                          | 10:12.7 | Marcus Grönholm |
| 2 (8 LUT) | SS12    | 16:40    | Hagfors Sprint 2 | 1.86km  | Tommi Mäkinen                                            | 1:56.8  | Marcus Grönholm |
| 3 (9 LUT) | SS13    | 08:35    | Sagen 2          | 14.17km | Tommi Mäkinen                                            | 7:19.1  | Marcus Grönholm |
| 3 (9 LUT) | SS14    | 09:27    | Rammen 2         | 23.16km | Marcus Grönholm                                          | 11:41.4 | Marcus Grönholm |
| 3 (9 LUT) | SS15    | 11:14    | Hara             | 11.91km | Colin McRae                                              | 5:55.4  | Marcus Grönholm |
| 3 (9 LUT) | SS16    | 12:12    | Brunnberg 2      | 31.66km | Markko Märtin                                            | 15:08.7 | Marcus Grönholm |
| 3 (9 LUT) | SS17    | 14:35    | Hagfors          | 39.85km | Petter Solberg                                           | 19:40.0 | Marcus Grönholm |

## Klasyfikacja po 2 rundach
Tabele przedstawiają tylko pięć pierwszych miejsc.

### Kierowcy
| Lp. | Kierowca        | Pkt |
| --- | --------------- | --- |
| 1   | Sébastien Loeb  | 12  |
| 2   | Colin McRae     | 12  |
| 3   | Marcus Grönholm | 10  |
| 4   | Richard Burns   | 10  |
| 5   | Markko Märtin   | 10  |

### Producenci
| Lp. | Producent                | Pkt |
| --- | ------------------------ | --- |
| 1   | Citroën Total            | 24  |
| 2   | Marlboro Peugeot Total   | 22  |
| 3   | Ford Rallye Sport        | 15  |
| 4   | 555 Subaru WRT           | 11  |
| 5   | Hyundai World Rally Team | 3   |